# 貝爾萊克 (密歇根州卡爾卡斯卡縣)
貝爾萊克（英語：Bear Lake）是位於美國密歇根州卡爾卡斯卡縣貝爾萊克鎮區的一個普查規定居民點。

## 人口
根據2020年美國人口普查的數據，貝爾萊克的面積為16.57平方千米，當中陸地面積為14.92平方千米，而水域面積為1.64平方千米。當地共有人口366人，而人口密度為每平方千米22.09人。